# Frank Synott
Frank Synott (né le 28 décembre 1891 à Chatham (Nouveau-Brunswick) et mort le 12 octobre 1945 à Boston) est un hockeyeur sur glace américain. Lors des Jeux olympiques d'été de 1920 à Anvers (où le hockey sur glace était au programme olympique), il remporte la médaille d'argent. Quatre ans plus tard, lors des Jeux olympiques d'hiver de 1924 disputés à Chamonix, il remporte également la médaille d'argent.

## Palmarès
- Médaille d'argent aux Jeux olympiques d'Anvers en 1920
- Médaille d'argent aux Jeux olympiques de Chamonix en 1924